# O Irixo
O Irixo – gmina w Hiszpanii, w prowincji Ourense, w Galicji, o powierzchni 121,05 km². W 2011 roku gmina liczyła 1689 mieszkańców.